# Наканелуа, Келси
Келси Наканелуа (англ. Kelsey Nakanelua; род. 22 декабря 1966, Гавайи) — легкоатлет из Американского Самоа, выступавший в беге на короткие и средние дистанции. Участник летних Олимпийских игр 2000 и 2004 годов.

## Биография
Келси Наканелуа родился 22 декабря 1966 года в американском штате Гавайи.
В 2000 году завоевал две золотых и серебряную медаль на чемпионате Полинезии по лёгкой атлетике в Апиа, победив в беге на 100 и 400 метров и заняв 2-е место на 200-метровке.
В том же году вошёл в состав сборной Американского Самоа на летних Олимпийских играх в Сиднее. В беге на 100 метров занял в 1/8 финала предпоследнее, 8-е место, показав результат 10,93 секунды и уступив 0,54 секунды попавшему в четвертьфинал с 3-го места Доновану Бейли из Канады.
В 2001 году установил рекорд Американского Самоа в беге на 100 метров — 10,81 секунды.
В 2003 году участвовал в чемпионате мира в Париже в беге на 400 метров, но не сумел финишировать в предварительном забеге.
В 2004 году вошёл в состав сборной Американского Самоа на летних Олимпийских играх в Афинах. В беге на 100 метров занял в 1/8 финала предпоследнее, 6-е место, показав результат 11,25 и уступив 0,92 секунды попавшему в четвертьфинал с 5-го места Пьеру Брауну из Канады.

## Личный рекорд
- Бег на 100 метров — 10,81 (28 апреля 2001, Гонолулу)